# Brooksetta shoshonea
Brooksetta shoshonea är en insektsart som först beskrevs av Knight 1968.  Brooksetta shoshonea ingår i släktet Brooksetta och familjen ängsskinnbaggar. Inga underarter finns listade i Catalogue of Life.